# Shay Mitchell
Shannon Ashley Mitchell (Mississauga, 10 de abril de 1987), é uma atriz, modelo e empresária canadense de ascendência filipina. Ficou mais conhecida por seu papel como Emily Fields na série de televisão da Freeform, Pretty Little Liars (2010–2017). Em 2018, ela estrelou a série de suspense psicológico da Lifetime, You, interpretando Peach Salinger, e o filme de terror The Possession of Hannah Grace, no papel de Megan Reed.

## Biografia
Mitchell é filha de Precious Garcia e Mark Mitchell. Seus pais trabalham em finanças. Seu pai é de ascendência escocesa e irlandesa e sua mãe, que é filipina, é da província de Pampanga, e deixou as Filipinas aos dezenove anos. Ela tem um irmão mais novo chamado Sean. Ela é uma prima de Lea Salonga, uma cantora e atriz de teatro premiada com o Tony, bem conhecida por ter originado o papel principal de Kim no musical Miss Saigon. Mesmo quando criança, Mitchell estava interessada em artes cênicas, declarando a seus pais que ela iria seguir tal carreira. Mitchell começou as aulas de dança aos cinco anos de idade, e ela e vários de seus colegas visitaram a cidade para competir com uma variedade de outras escolas de dança. Na idade de 10 anos, a família de Mitchell mudou-se para West Vancouver, British Columbia.
Um ano após a sua chegada, uma agência internacional de modelos realizou um casting aberto para meninas adolescentes e pré-adolescentes que estavam disputando a representação. Mitchell foi uma das garotas selecionadas. Ela freqüentou Rockridge Secondary School e depois transferida para West Vancouver Secondary School, onde se formou. Ela recebeu o apelido de Shay porque ela é uma grande fã de Jennifer Lopez, também conhecida como J. Lo, então seus amigos a chamavam de "Shay Lo".

## Carreira

### 2009–2015: Primeiros trabalhos ePretty Little Liars

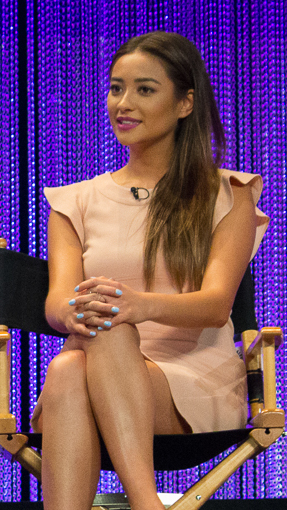
Mitchell em 2014.

No final da adolescência, Mitchell tinha modelado com sucesso para uma variedade de empresas em cidades tão variadas como Bangkok, Hong Kong e Barcelona, mas depois voltou a Toronto para estudar atuação. Depois de assinar com sua primeira agência teatral, Mitchell apareceu na série de drama adolescente canadense Degrassi: The Next Generation e reservou vários comerciais nacionais. Mitchell, atriz convidada na série Global Rookie Blue, apareceu no videoclipe de "Hold My Hand", do rapper jamaicano Sean Paul. Em 2010, Mitchell apareceu em um arco de quatro episódios na série da Disney XD, Aaron Stone, como a líder de torcida Irina Webber.
Em dezembro de 2009, Mitchell foi escalada para a adaptação da série de livros Pretty Little Liars, da ABC Family (agora Freeform). Inicialmente, Mitchell fez o teste para o papel de Spencer Hastings.
Em janeiro de 2010, Pretty Little Liars foi escolhido pela ABC Family. A série é centrada em quatro amigas contra um anônimo por quem ameaça revelar todos os seus segredos, enquanto desvendam o mistério do desaparicemento de sua melhor amiga. Mitchell retrata o papel de Emily Fields, a "garota atleta" do grupo. O programa ganhou popularidade rapidamente, apesar das críticas. O show durou sete temporadas e o final da série foi ao ar em 27 de junho de 2017. Em janeiro de 2011, Mitchell assinou um contrato com a Procter & Gamble para ser o porta-voz da linha de xampus Pantene Nature Fusion. Endossos subsequentes incluem American Eagle, Nike e Biore.

### 2016–presente:You,Dollface enovos filmes
Em 2016, Mitchell fez sua estreia no cinema com o drama musical Dreamland, estrelando como Nicole, que estreou no Tribeca Film Festival. Nesse mesmo ano, ela encabeçou o filme de comédia Mother's Days, onde interpretou Tina. O filme foi um sucesso comercial moderado, e marcou o avanço cinematográfico de Mitchell, embora tenha sido criticado pelos críticos. Em 2018, Mitchell foi escalada para o antigo thriller de televisão da Lifetime You, no papel de Peach Salinger, uma socialite rica e poderosa, que ela interpretou na primeira temporada dos programas. A série estreou em setembro de 2018 e recebeu elogios da crítica. Ganhou pontos em várias listas de críticos de fim de ano,] e as performances do elenco, incluindo Mitchell, foram elogiadas; é seu trabalho mais bem avaliado. Também em 2018, Mitchell fundou a produtora "Amore & Vita Inc." e assinou um contrato com a Warner Bros. Television. Ela foi posteriormente escalada para o piloto de televisão da ABC The Heiresses, adaptado do livro de mesmo nome, que estava em produção até 2018, quando foi anunciado que o show foi cancelado.

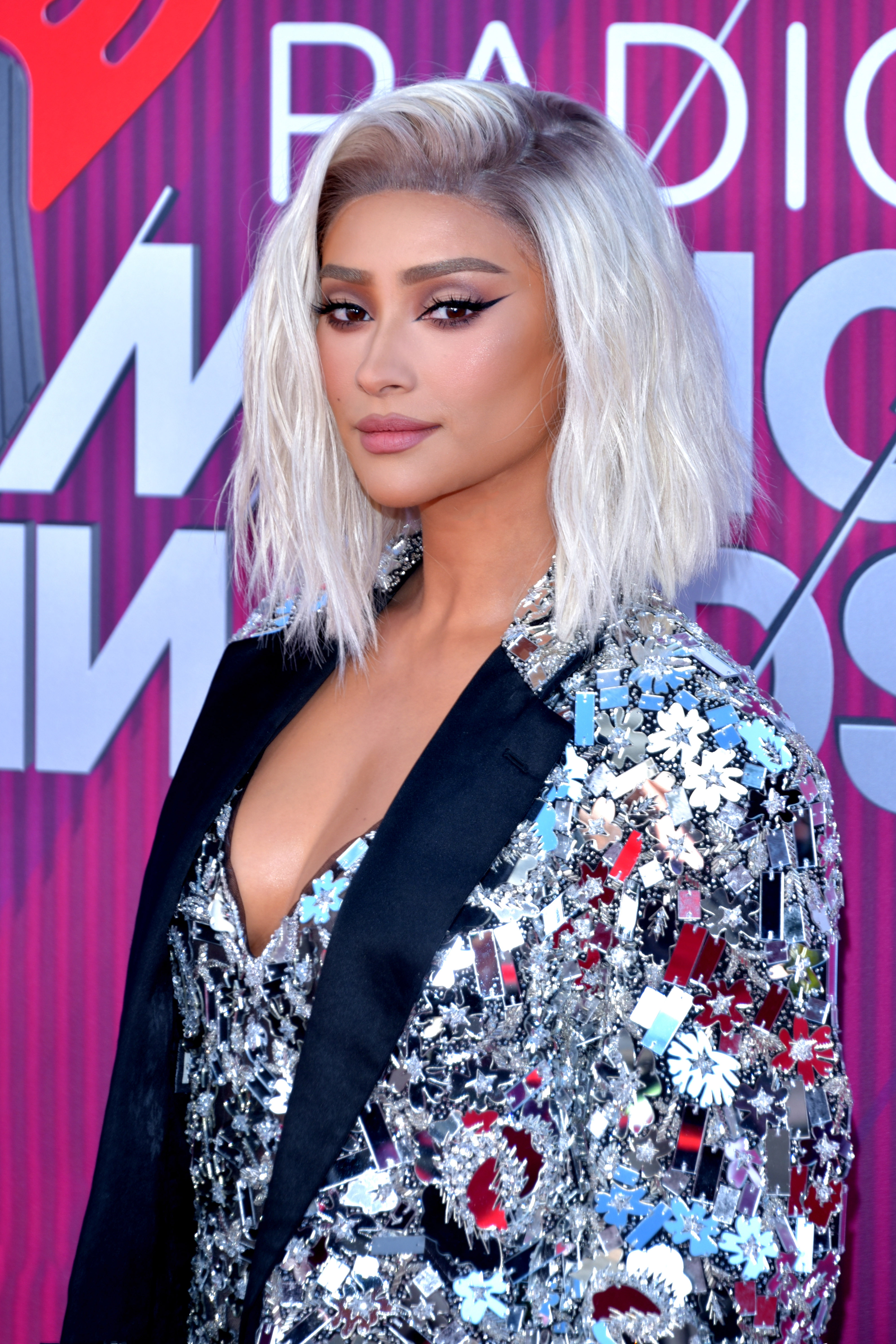
Mitchell em 2019.

Mitchell também lançou sua marca de viagens, "BÉIS" em 2018.  No mesmo ano, o filme de terror The Possession of Hannah Grace foi lançado, onde Mitchell foi vista como Megan Reed, uma "ex-policial problemática que faz o turno do cemitério em um necrotério". O projeto foi filmado anos antes, e ela afirmou que foi um de seus papéis mais difíceis de interpretar. Ela declarou em uma entrevista ao Collider: "Eu estava interpretando um personagem que estava lidando com grande ansiedade e, para ser honesta com você, antes desse papel, eu realmente não tinha encontrado ansiedade em minha vida pessoal. Boston e filmar, logo após sair de PLL, para então liderar este filme, houve muita pressão... Eu tive tantos ataques de pânico, naquelas primeiras três semanas de filmagem, e foram apenas quatro Eu sinto que estava realmente sentindo o que eu acho que o personagem deve ter passado."
Desde novembro de 2019, Mitchell interpretou Stella Cole na série de comédia Hulu Dollface, a melhor amiga de Jules Wiley (Kat Dennings). A personagem inicialmente fez comparações com Peach Salinger on You de Mitchell, embora ela tenha afirmado sobre o papel que "Esteticamente, você pode ver uma semelhança, mas quando você conhece Stella, ela é realmente um espírito selvagem e um 180 completo de Peach. Foi divertido para ir disso para isso." Dollface é seu primeiro papel de comédia principal, e Mitchell, junto com o conjunto de atuação, ganhou elogios. Ela fez sua estréia como dubladora na série animada da Netflix de 2021, Trese, onde forneceu a voz da protagonista titular, Alexandra Trese.

### Outros projetos
Mitchell é co-autora do romance para jovens adultos Bliss com Michaela Blaney (2015). Ela também hospeda seu próprio canal de estilo de vida do YouTube. Em 2017, Mitchell fundou uma produtora Amore & Vita Inc. com o gerente David Dean Portelli e já assinou um contrato com a Warner Bros. Television Group.

## Ativismo
Mitchell apoiou a Somaly Mam Foundation, uma organização sem fins lucrativos que lutou contra o tráfico sexual até o fim das operações em 2014. Ela também trabalhou com o The Trevor Project juntamente com o elenco de Pretty Little Liars e a campanha NOH8. Ela trabalha com a WE Charity, que ajuda as comunidades a desenvolver recursos educacionais, e fez uma parceria com a Represent Clothing para promover camisetas onde metade dos recursos foram para a GLAAD.

## Vida pessoal
Ela está namorando o apresentador de TV e repórter de música Matte Babel. Em 1º de janeiro de 2019, ela revelou em seu perfil no Instagram que havia sofrido um aborto espontâneo em 2018.  Em 2019, nasceu sua primeira filha, chamada Atlas Noa.
No dia 07 de fevereiro de 2022 anunciou em sua conta do Instagram, sua segunda gravidez, fruto de seu relacionamento com Matte Babel. Ela anunciou o nascimento de sua segunda filha, Rome, em 05 de Junho de 2022. O nome da menina é uma homenagem para a sua avó, falecida no começo de 2022.

## Filmografia

### Cinema
| Ano  | Título                | Papel      | Nota           |
| ---- | --------------------- | ---------- | -------------- |
| 2013 | Immediately Afterlife | Marissa    | Curta-metragem |
| 2016 | Mother's Days         | Tina       | Longa-metragem |
| 2016 | Dreamland             | Nicole     | Longa-metragem |
| 2018 | Cadaver               | Megan Reed | Longa-metragem |

### Televisão

Shay Mitchell atuando como Emily Fields na sétima temporada de Pretty Little Liars

| Ano       | Título                        | Papel                 | Notas                                            |
| --------- | ----------------------------- | --------------------- | ------------------------------------------------ |
| 2009      | Degrassi: The Next Generation | Modelo                | Episode: "Up Where We Belong"                    |
| 2010–2017 | Pretty Little Liars           | Emily Fields          | Papel principal                                  |
| 2010      | Aaron Stone                   | Irina Webber          | 4 episódios                                      |
| 2010      | Rookie Blue                   | Cute Girl             | Episódios: "Mercury Retrograde"                  |
| 2012      | Punk'd                        | Ela mesma             | Episódios: "Heather Morris"                      |
| 2012      | Glee                          | Girl in Yellow Jacket | Episódio: "Britney 2.0"                          |
| 2015      | Project Runway                | Ela mesma             | Episódio: "Fashion Week: Who's In and Who's Out" |
| 2017      | Shay Mitchell: Chapters       | Ela mesma             | Fullscreen Original Series                       |
| 2018      | RuPaul's Drag Race All Stars  | Ela mesma             | Jurada convidada; episódio: "Pop Art Ball"       |
| 2018      | You                           | Peach Salinger        | Papel principal (temporada 1); 6 episódios       |
| 2019      | Almost Ready                  | Ela mesma             | Direct-to-streaming series                       |
| 2019–2022 | Dollface                      | Stella Cole           | Papel principal                                  |
| 2020      | We Celebrate: Class of 2020   | Ela mesma             | Especial de televisão                            |
| 2021      | Trese                         | Alexandra Trese       | Voz                                              |
| 2021      | Miracle Workers: Oregon Trail | Purple                | Aparição no episódio: "Fording the River"        |

### Clipe musical
| Ano  | Artista    | Título             |
| ---- | ---------- | ------------------ |
| 2009 | Sean Paul  | "Hold My Hand"     |
| 2016 | Nick Jonas | "Under You"        |
| 2017 | Logan Paul | "help me help you" |
| 2018 | Drake      | In My Feelings     |

## Prêmios e indicações
| Ano  | Trabalho            | Cerimônia              | Categoria                                                                 | Resultado | Refs   |
| ---- | ------------------- | ---------------------- | ------------------------------------------------------------------------- | --------- | ------ |
| 2011 | Pretty Little Liars | Young Hollywood Awards | Cast to Watch (ao lado de Troian Bellisario, Lucy Hale and Ashley Benson) | Venceu    |        |
| 2011 | Pretty Little Liars | Youth Rock Award       | Rockin’ TV Actress                                                        | Indicado  | [ 10 ] |
| 2014 | Pretty Little Liars | Teen Choice Awards     | Choice Summer TV Star – Female                                            | Indicado  |        |
| 2015 | Pretty Little Liars | MTV Fandom Awards      | Ship Of The Year (com Sasha Pieterse)                                     | Indicado  |        |
| 2015 | Pretty Little Liars | Teen Choice Awards     | Choice TV Actress: Drama                                                  | Indicado  |        |
| 2016 | Pretty Little Liars | Teen Choice Awards     | Choice Summer TV Star – Female                                            | Indicado  |        |
| 2016 | Pretty Little Liars | People's Choice Awards | Favorite Cable TV Actress                                                 | Indicado  | [ 11 ] |
| 2017 | Pretty Little Liars | Teen Choice Awards     | Choice TV Actress: Drama                                                  | Indicado  |        |
| 2017 | Pretty Little Liars | Teen Choice Awards     | Choice TV Ship (com Sasha Pieterse)                                       | Indicado  |        |
| 2018 | Ela mesma           | Teen Choice Awards     | Choice Web Star: Fashion/Beauty                                           | Indicado  |        |